# Campeonato Carioca Especial de Futebol de 1979
O Campeonato Carioca de Futebol de 1979 (chamado oficialmente de I Campeonato Estadual de Futebol do Rio de Janeiro) foi a 81.ª edição da principal divisão do futebol no Rio de Janeiro, vencido pelo Clube de Regatas do Flamengo. Foi disputado de fevereiro a abril de 1979, sendo, portanto, o primeiro dos 2 Campeonatos Cariocas disputados no ano de 1979.
A média de público foi de 17.952 torcedores pagantes por jogo.

## História
O primeiro dos 2 Campeonatos Cariocas realizados no ano de 1979 (e que fora disputado de fevereiro a abril de 1979) foi chamado, a princípio, de I Campeonato Estadual de Futebol pela recém-criada Federação de Futebol do Estado do Rio de Janeiro. Este torneio seria o primeiro unificado entre os clubes da capital (antigo Estado da Guanabara) e do interior (antigo Estado do Rio de Janeiro, cuja capital era Niterói). Embora os estados tenham se unido em março de 1975, as entidades Federação Carioca de Futebol e Federação Fluminense de Futebol continuaram separadas por alguns anos, unindo-se apenas em setembro de 1978, graças à manobras políticas dos representantes cariocas, que não tinham interesse em enfrentar longas viagens ao interior para "cumprir tabela", dada à diferença técnica entre os participantes dos antigos Campeonato Carioca (de visibilidade nacional) e Campeonato Fluminense (considerado um dos campeonatos estaduais de "menor expressão" do Brasil).
O "Campeonato Estadual de Futebol de 1979" (que mais tarde passaria a ser conhecido como Campeonato Carioca Especial de Futebol de 1979) reunia os seis melhores clubes do Campeonato Carioca de 1978 (America, Botafogo, Flamengo, Fluminense, São Cristóvão e Vasco e os quatro melhores do Campeonato Fluminense de 1978 (Americano, Fluminense de Nova Friburgo, Goytacaz e Volta Redonda).
Contudo, após a disputa do Campeonato Estadual de Futebol de 1979 (título conquistado pelo Flamengo), a CBD considerou ilegal o critério desigual (mais vagas para os cariocas) utilizado pela FERJ, e forçou a mesma a organizar um novo Campeonato Estadual em 1979 - que foi disputado entre maio e setembro/1979 e que passaria a ser chamado de "I Campeonato Estadual de Futebol" - dessa vez reunindo todos os participantes dos estaduais Carioca e Fluminense de 1978, num total de 18 participantes. O campeonato de 10 clubes, já concluído, foi renomeado para "Campeonato Estadual Especial de Futebol".
Embora até hoje a nomenclatura oficial da competição unificada seja "Campeonato Estadual" a mídia e a opinião pública em geral chamam o campeonato freqüentemente de "Campeonato Carioca", por considerar que a identidade do antigo campeonato da Guanabara (com clubes considerados grandes e de visibilidade nacional) tenha prevalecido sobre o antigo Campeonato Fluminense (sem visibilidade e enfrentando desinteresse em seu próprio estado, onde a maioria da população acompanhava preferencialmente a competição carioca).
Foi o terceiro título invicto do Flamengo, sendo os dois anteriores em 1915 e 1920.

## Classificação

### 1º Turno (Taça Luiz Aranha)
| Classificação | Classificação               | Classificação | Classificação | Classificação | Classificação | Classificação | Classificação | Classificação | Classificação |
| Pos           | Time                        | PG            | J             | V             | E             | D             | GP            | GS            | SG            |
| ------------- | --------------------------- | ------------- | ------------- | ------------- | ------------- | ------------- | ------------- | ------------- | ------------- |
| 1             | Flamengo                    | 16            | 9             | 7             | 2             | 0             | 25            | 4             | +21           |
| 2             | Fluminense                  | 14            | 9             | 6             | 2             | 1             | 25            | 8             | +17           |
| 3             | Vasco da Gama               | 14            | 9             | 6             | 2             | 1             | 19            | 5             | +14           |
| 4             | Botafogo                    | 12            | 9             | 5             | 2             | 2             | 19            | 5             | +14           |
| 5             | Americano                   | 10            | 9             | 4             | 2             | 3             | 10            | 16            | -6            |
| 6             | Fluminense de Nova Friburgo | 7             | 9             | 2             | 3             | 4             | 9             | 24            | -16           |
| 7             | America                     | 6             | 9             | 2             | 2             | 5             | 8             | 18            | -10           |
| 8             | Volta Redonda               | 5             | 9             | 2             | 1             | 6             | 9             | 16            | -7            |
| 9             | Goytacaz                    | 3             | 9             | 1             | 1             | 7             | 5             | 17            | -12           |
| 10            | São Cristóvão               | 3             | 9             | 1             | 1             | 7             | 3             | 19            | -16           |

### 2º Turno (Taça Jorge Frias de Paula)
| Classificação | Classificação               | Classificação | Classificação | Classificação | Classificação | Classificação | Classificação | Classificação | Classificação |
| Pos           | Time                        | PG            | J             | V             | E             | D             | GP            | GS            | SG            |
| ------------- | --------------------------- | ------------- | ------------- | ------------- | ------------- | ------------- | ------------- | ------------- | ------------- |
| 1             | Flamengo                    | 15            | 9             | 6             | 3             | 0             | 26            | 8             | +18           |
| 2             | Fluminense                  | 13            | 9             | 5             | 3             | 1             | 20            | 10            | +10           |
| 3             | Vasco da Gama               | 13            | 9             | 5             | 3             | 1             | 15            | 6             | +9            |
| 4             | Botafogo                    | 11            | 9             | 4             | 3             | 2             | 22            | 9             | +13           |
| 5             | Americano                   | 10            | 9             | 4             | 2             | 3             | 14            | 12            | +2            |
| 6             | America                     | 8             | 9             | 2             | 4             | 3             | 12            | 12            | 0             |
| 7             | Volta Redonda               | 7             | 9             | 3             | 1             | 5             | 9             | 10            | -1            |
| 8             | Goytacaz                    | 6             | 9             | 2             | 2             | 5             | 9             | 21            | -12           |
| 9             | São Cristóvão               | 6             | 9             | 2             | 2             | 5             | 5             | 22            | -17           |
| 10            | Fluminense de Nova Friburgo | 1             | 9             | 0             | 1             | 8             | 1             | 23            | -22           |

## Classificação final
| Classificação | Classificação               | Classificação | Classificação | Classificação | Classificação | Classificação | Classificação | Classificação | Classificação |
| Pos           | Time                        | PG            | J             | V             | E             | D             | GP            | GS            | SG            |
| ------------- | --------------------------- | ------------- | ------------- | ------------- | ------------- | ------------- | ------------- | ------------- | ------------- |
| 1             | Flamengo                    | 31            | 18            | 13            | 5             | 0             | 51            | 12            | +39           |
| 2             | Fluminense                  | 27            | 18            | 11            | 5             | 2             | 45            | 18            | +27           |
| 3             | Vasco da Gama               | 27            | 18            | 11            | 5             | 2             | 34            | 11            | +23           |
| 4             | Botafogo                    | 23            | 18            | 9             | 5             | 4             | 41            | 14            | +27           |
| 5             | Americano                   | 20            | 18            | 8             | 4             | 6             | 24            | 28            | -4            |
| 6             | America                     | 14            | 18            | 4             | 6             | 8             | 20            | 30            | -10           |
| 7             | Volta Redonda               | 12            | 18            | 5             | 2             | 11            | 18            | 26            | -8            |
| 8             | Goytacaz                    | 9             | 18            | 3             | 3             | 12            | 14            | 38            | -24           |
| 9             | São Cristóvão               | 9             | 18            | 3             | 3             | 12            | 8             | 41            | -33           |
| 10            | Fluminense de Nova Friburgo | 8             | 18            | 2             | 4             | 12            | 10            | 47            | -37           |